# Psihosinteza
Psihosinteză este o abordare a psihologiei dezvoltată de către psihiatrul italian, Roberto Assagioli. El a comparat psihosinteza cu gândirea predominantă de astăzi, punând în contrast psihosinteza cu, de exemplu, psihologia existențială, dar spre deosebire de aceasta din urmă, este considerată o singularitate care nu e nici ultim, nici esențială" Assagioli a afirmat că "experiența directă a sinelui, a purei conștiințe de sine... – este experiența adevărată.". Scopurilor spirituale aleautorealizării" și ale "psihosintezei interindividuale " – de integrare socială ... integrarea armonioasă a individului în grupuri din ce în ce mai mari, până la "o umanitate" – au fost centrul teoriei lui Assagioli. Psihosinteza nu a fost destinată să fie o școală de gândire sau o metodă exclusivă, dar multe conferințe și publicații au avut-o ca temă centrală și s-au format centre în Italia și Statele Unite în anii '60.

Psihosinteza a plecat de la bazele empirice ale psihologiei, în care o persoană s-a studiat ca o personalitate și ca un suflet, dar Assagioli a continuat să insiste că teoria sa era științifică (și nu empirică).
El a dezvoltat metode terapeutice dincolo de cele găsite în psihanaliză. Deși inconștientul este o parte importantă a teoriei sale, Assagioli a fost atent pentru a menține un echilibru cu munca terapeutică rațională, conștientă.
Assagioli nu a fost primul care a folosit termenul de psihosinteză. Cel mai devreme a fost folosit de James Jackson Putnam, ca nume pentru terapia sa electroconvulsivă. Termenul a fost, de asemenea, utilizat de către C. G. Jung și A. R. Orage, care au fost mult mai aproape de gândirea lui Assagioli decât Putnam. C. G. Jung a scris, comparând obiectivele sale cu cele ale lui Sigmund Freud: "Dacă există o psihanaliză,  atunci trebuie să fie, de asemenea, o psihosinteză care creează evenimente viitoare în conformitate cu aceleași legi". A. R. Orage, publicist la influentul ziar New Age, a făcut, de asemenea, uz de acest termen sub forma psiho-sinteza (cu cratimă). Orage formase mai demult un grup de studiu psihologic  (care l-a inclus pe Maurice Nicoll , cel care mai târziu a studiat cu Carl Jung) și a concluzionat că omenirea avea nevoie nu de psihanaliză, ci de psiho-sinteză. Termenul a fost de asemenea folosit de Bezzoli. Freud, cu toate acestea, s-a opus la ceea ce el a văzut ca un element directiv în abordarea psihosintezei de către Jung și a pledat pentru o sinteza spontană în partea pacientului: "După cum analizăm ... marea unitate pe care o numim ego-ul său, acesta fixează în sine toate impulsurile instinctuale care înainte erau desprinse și se aflau în afara acestuia. Psiho-sinteza este astfel atinsă în tratamentul analitic, fără intervenția noastră, automat și inevitabil."

## Originile
În 1909, Carl Gustav Jung i-a scris lui Sigmund Freud despre "o foarte plăcută și, probabil,  de valoare, cunoștință, primul nostru italian, Dr. Assagioli de la Clinica de Psihiatrie din Florența". Mai târziu, același Roberto Assagioli (1888-1974) a scris o teză de doctorat, "La Psicosintesi," în care el a început să se despartă de psihanaliza lui Freud și să se îndrepte spre ceea ce el a numit psihosinteză:

Un început în concepția mea despre psihosinteză a fost făcut în teza mea de doctorat despre Psihanaliză (1910), în care am subliniat ceea ce am considerat a fi o serie de limite ale concepțiilor lui Freud.

În timp ce își construia teoria sa asupra psihosintezei, Assagioli a fost de acord cu Freud că vindecarea traumelor din copilărie și dezvoltarea unui egosănătos sunt necesare obiectivelor psihoterapiei, dar a susținut că dezvoltarea umană nu ar putea fi limitată doar la atât. Ca unul care a studiat asiduu tradițiile filosofice și spirituale din Est și din Vest, Assagioli considera că dezvoltarea umană înseamnă mai mult decât buna funcționare a ego-ului; el a dorit, de asemenea, să sprijine înflorirea potențialului uman în ceea ce Abraham Maslow mai târziu a numit auto-actualizare, chiar și în dimensiunile spirituale sau transpersonale ale experienței umane.
Assagioli a imaginat o abordare a ființei umane care ar putea să se adreseze atât procesului de creștere personală — de personalitate, de integrare și de auto-actualizare, precum și dezvoltarea transpersonală — dimensiune sesizată de exemplu în experiențe de vârf (Maslow) inspirate de creativitate, o perspectivă spirituală și stări de conștiință unificatoare. În plus, psihosinteza recunoaște procesul de auto-realizare, de contact și de răspuns, cu profunde chemări și direcții în viață, care pot implica una sau ambele, dezvoltarea personală și transpersonală.
Psihosinteza, prin urmare, este una dintre cele mai vechi înaintașe atât a psihologiei umaniste cât și a psihologiei transpersonale, chiar cu mulți ani înainte ca Jung să o rupă cu Freud. Concepția lui Assagioli are afinitate cu psihologia existențial-umanistă și alte abordări care încearcă să înțeleagă natura personalității sănătoase, responsabilitatea și alegerea personală  și actualizarea de sine personală; în mod similar, concepția sa este legată de domeniul psihologiei transpersonale, cu accent pe stări superioare de conștiință, de spiritualitate ale omului și de a experimenta dincolo de individ și sine. În consecință, Assagioli a făcut parte din consiliul de redactori atât pentru Journal of Humanistic Psychology (Revista de Psihologia Umanistă) cât și pentru Journal of Transpersonal Psychology (Jurnalul de Psihologie Transpersonală).
Assagioli prezintă două mari modele teoretice în cartea sa, Psychosynthesis, modele care au rămas fundamentale pentru teoria și practica psihosintezei de-a lungul anilor. Aceste două modele sunt:             
- o diagramă și o descriere a persoanei umane
- o teorie de etapă a procesului de psihosinteză (a se vedea mai jos).

## Scopuri
În Medicina Psihosomatică și Bio-psihosinteza, Assagioli afirmă că principalele obiective și sarcini ale psihosintezei sunt:
- eliminarea conflictelor și obstacolelor, conștiente și inconștiente, care blochează [completa și armonioasa dezvoltare  a personalității umane]
- utilizarea unor tehnici active care să stimuleze funcțiile psihice, încă slabe și imature.[16]

În principala lui carte, Psihosinteza: O colecție a scrierilor de bază (1965) Assagioli scrie despre trei obiective ale psihosintezei:

Să examinăm dacă și cum este posibil să se rezolve această problemă centrală a vieții umane, pentru a vindeca această infirmitate fundamentală a omului. Să vedem cum se poate elibera de această sclavie și cum poate realiza o integrare interioară armonioasă, o adevărată Auto-realizare, și relații corecte cu ceilalți. (p. 21)

## Modelul persoanei

### Inconștientul inferior
Pentru Assagioli,  inconștientul inferior, care conține trecutul psihologic personal sub forma unor complexe refulate, amintiri de mult uitate, vise și închipuiri, a stat la baza diagrama minții (vezi imaginea Psychosynthesis Egg Diagram).
Inconștientul inferior este acel tărâm al persoanei unde sunt exilate experiențele rușinoase, spaimele, durerile, disperările și furiile asociate cu rănirea primară suferită în viață. Un mod de a gândi inconștientul inferior este că este o anumită zonă din gama experiențială care a fost ruptă de conștiință. Acesta cuprinde acel interval al experienței în legătură cu amenințarea cu anihilarea personală, cu distrugerea sinelui, cu neființa și, în general, cu partea dureroasă a condiției umane. Atâta timp cât acest interval de experiență rămâne inconștient, persoana va avea o capacitate limitată de a fi empatic cu sine sau cu alții în cele mai dureroase aspecte ale vieții umane.
În același timp, inconștientul inferior, pur și simplu reprezintă partea cea mai primitivă din noi înșine... Nu este rău, este doar mai devreme '. Într-adevăr, partea inferioară are multe atracții și o mare vitalitate și – ca în cazul id-ului lui Freud sau a umbrei lui Jung -  obiectivul conștientului trebuie să fie 'realizarea unei tensiune creatoare' între el și inconștientul inferior.

### Inconștientul intermediar
Inconștientul  intermediar este un sector al persoanei al cărui conținut, deși inconștient, sprijină totuși funcționarea normală a conștientului în mod continuu (astfel cum este ilustrat cel mai imediat "eu"-lui). Este capacitatea de a forma modele de competențe, comportamente, sentimente, atitudini și abilități care pot funcționa fără o atenție conștientă, formând astfel infrastructura vieții conștiente.
Funcția de inconștient intermediar poate fi observată în toate domeniile dezvoltării umane, de la a învăța mersul și vorbirea, la achiziționarea limbilor străine, la stăpânirea unei meserii sau profesii, îndeplinirea de roluri sociale. Anticipând  neuroștiințele de astăzi, Assagioli  s-a referit chiar și la "dezvoltarea de noi modele neuromusculare ". Toate sintezele de gândire, de simțire și de comportament astfel elaborate sunt construite pe cunoștințele și abilitățile pe care, în final, trebuie să se opereze în mod inconștient.
Pentru Assagioli, ''vindecarea și dezvoltarea omului care implică munca atât cu inconștientul intermediar cât și cu inconștientul inferior se numește  psihosinteză personală''.

### Inconștientul superior
Assagioli a numit ''sfera experienței estetice, a inspirației creatoare și a stărilor superioare ale conștiinței... inconștientul superior''. Inconștientul superior (sau supraconștientul) denotă "potențialitățile noastre superioare care caută să se exprime, dar care de multe ori le respingem și le reprimăm" (Assagioli). Ca și cu inconștientul inferior, această zonă este, prin definiție, indisponibilă conștiinței, deci existența sa este dedusă din momentele în care conținuturile acestui nivel afectează conștiința. Contactul cu inconștientul superior poate fi văzut în acele momente, numit experiențe de vârf de Maslow, care sunt de multe ori dificil de pus în cuvinte, experiențe în care simțirile au o semnificație mai profundă în viață, o profundă seninătate și pace, o universalitate în datele existenței, sau, poate, o unitate între sine și cosmos. Acest nivel al inconștientului reprezintă o zonă personalității care conține "înălțimi" ca niște punți peste "adâncurile" inconștientului inferior. Atâta timp cât acest interval al experienței rămâne inconștient – în ceea ce Desoille numea '"reprimarea sublimului'' – persoana va avea o capacitate limitată de a fi empatică cu sinele sau cu alții în cele mai sublime aspecte ale vieții umane.
Inconștientul superior reprezintă astfel ''un tărâm autonom, de unde primim cele mai mari intuiții și inspirații – dragostea și voința altruiste, acțiunile umanitare, artistice și inspirația științifică, înțelegerea filozofică și spirituală și dirijarea spre un scop și un sens în viață. Inconștientul superior poate fi comparat cu supraeul lui Freud, văzut ca 'partea superioară, morală, supra-personală a naturii umane, o natură superioară în om', încorporând ''Religie, moralitate, și un sens social – elementele de căpătâi în ceea ce este mai înălțător în om... punând știința și arta deoparte''.

### Subpersonalitățile
Subpersonalitățile care își au sediul în inconștientul personal formează o modalitate a gândirii  psihosintezei. ''Unul dintre primii oameni care au început într-adevăr a face uz de subpersonalități în terapia si dezvoltarea personală a fost Roberto Assagioli'', psihosinteza afirmând că ''subpersonalitățile există la diferite niveluri de organizare, de complexitate și de rafinament'' ale minții. Procesul în cinci părți de recunoaștere, de acceptare, de coordonare, de integrare și de sinteză duce la descoperirea de Sinelui Transpersonal, și realizarea faptului că acesta este adevărul final despre persoană, nu subpersonalitățile''.
Unele subpersonalități poate fi văzute ''în chip de conținuturi psihologice care se străduiesc să depășească un arhetip...expresii degradate ale arhetipurilor de calitate superioară. Altele vor rezista procesului de integrare; vor merge pe linia că este dificil să fii în viață, și este mult mai ușor și mai sigur să rămâi într-o stare nediferențiată

### "I" (Eu)
"Eu" este "reflecția" directă sau "proiecția"  Sinelui (Assagioli) și ființa esențială a persoanei, distinctă, dar nu separată de toate conținuturile experienței. "Eu" posedă cele două funcții ale conștiinței, sau ale conștientizării și voinței, al cărui câmp de operare este reprezentat de cercul concentric în jurul lui "eu" în diagrama ovală – Voința Personală.
Psihosinteza sugerează că "putem experimenta voința ca având patru stadii. Primul stadiu ar putea fi descris ca neavând voință, și ar putea fi, probabil, legat de hegemonia inconștientului inferior. "Următorul stadiu este înțelegerea faptului că voința există. Încă mai putem simți că nu putem face asta, dar noi știm că este posibil". "Odată ce ne-am format voința, cel puțin până la un anumit grad, vom trece la următorul stadiu, care este numit având voință", și, ulterior, "în psihosinteză noi numim cel de-al patrulea și ultimul stadiu de evoluție a voinței în individ fiind voință și care este în legătură cu eu sau sinele ... și își trage energia din sinele transpersonal".
"Eu" este plasat în centrul câmpului conștiinței de sine și al voinței pentru a indica faptul că "eu" este cel care are conștiință și voință. "Eu" este cel care este conștient de conținuturile psyche-soma așa cum trec ele înăuntrul și înafara conștiinței; conținuturile vin și pleacă, în timp ce eu poate rămâne prezent la orice experiență ce se ivește. Dar eu este pe cât de dinamic pe atât de receptiv: eu are capacitatea de a afecta conținutul conștientizării și poate afecta chiar și conștientizarea însăși, prin faptul de a alege să concentreze conștientizarea (ca în multe tipuri de meditație), să o extindă sau să o contracte.
Întrucât eu este distinct de oricare dintre conținuturile și structurile experienței, eu poate fi considerat nu ca un "sine" la toate, ci ca  nesine. Cu alte cuvinte, eu nu este niciodată obiect al experienței. Eu est cine poate experimenta, de exemplu, ego-ul dezintegrându-se și și reformându-se, care poate întâlni goliciune și plenitudine, care pot experimenta totală izolare sau unitate cosmică, care se poate angaja în orice experiențe. Eu nu este niciuna din experiențe, ci experimentatorul, nu obiect, ci subiect, și, astfel, nu poate fi perceput sau înțeles ca un obiect al conștiinței. Acest eu văzut ca nesine poate fi văzut în  discuțiile lui Assagioli despre eu ca o reflectare a Sinelui: "Reflecția apare a fi autoexistentă, dar nu are, în realitate, substanțialitate autonomă. Este, altfel spus, nu o lumină nouă și diferită, ci o proiecție a sursei sale luminoase". Secțiunea următoare descrie această "sursă luminoasă", Sinele.

### Sinele
Transgresând toate zonele cartografiate de diagrama ovală, distinct, dar nu separat de toate acestea, este Sinele (care a fost, de asemenea, numit Sinele Superior sau Sinele Transpersonal). Conceptul Sinelui ne indică sursa înțelepciunii și stăpânirii de sine din persoană, o sursă care poate opera chiar dincolo de controlul  personalității conștiente. Întrucât transgresează toate nivelurile, o relație trăită cu Sinele — realizarea de Sine — poate duce oriunde pe diagramă (acesta este un motiv pentru care Sinele nu este desenat în partea de sus a diagramei, o reprezentare care ar da impresia că realizarea de Sine duce doar la inconștientul superior). Referirea la Sine poate duce de exemplu la angajarea în vicii și în obsesii, la înălțimi ale experienței creative și religioase, la misterele experiențelor unitive, la problemele răului și ale mortalității, la combaterea rănirii timpurii a copilăriei, la discernerea unui scop și sens în viață.

Relația dintre Eu și Sine este paradoxală. Assagioli a spus clar că Eu și Sinele sunt, dintr-un anumit punct de vedere, unul și același lucru. El a scris că "nu există, de fapt, două personalități, două entități independente și separate. Sinele este unul. Astfel de unitate nonduală este un aspect fundamental al acestui nivel de experiență. Dar Assagioli a înțeles, de asemenea, că ar putea exista o relație între persoană și Sine:

Mult relatări ale unor experiențe religioase vorbesc de o ''chemare" din partea lui Dumnezeu, sau o "tragere" de către o Putere Superioară; acest lucru, uneori, începe cu un "dialog" între om și această "sursă superioară"...

Desigur, Assagioli nu limita această relație și dialog la acele dramatice experiențe cu "chemări" văzute în viața marilor bărbați și femei de-a lungul istoriei. Mai degrabă putem spune că potențialul pentru o relație conștientă cu Sinele există la fiecare persoană, în orice moment și poate fi presupus a fi implicit în fiecare moment din fiecare zi și în fiecare etapă a vieții, chiar și atunci când nu se recunoaște acest lucru. Indiferent că este vorba de lumea intimă a simțirilor, gândurilor și viselor proprii sau de relația cu ceilalți oameni și cu lumea naturală, tot timpul este posibilă o relație neîntreruptă cu Sinele. 

## Stadiile
Scriind despre modelul persoanei prezentate mai sus, Assagioli afirmă că este o "reprezentare structurală, statică, aproape 'anatomică'  a constituției noastre interioare , în timp ce omite aspectul ei dinamic, care este cel mai important și esențial". De aceea, acest model este imediat urmat de o teorie a stadiilor care prezintă procesul de psihosinteză. Această schemă poate fi numită "stadiile psihosintezei" și este prezentat aici.
Este important să reținem că, deși progresie liniară a următoarelor stadii are sens logic, aceste stadii, de fapt,  nu pot fi experimentate în această secvență; ele nu sunt o scară care urcă, ci aspecte ale unui singur proces. Mai mult, aceste stadii nu pot fi mărite; orice stadiu poate fi prezent în orice moment pe parcursul procesului de Psihosinteză, Assaglioli recunoscând că ''trăsături persistente aparțin perioadelor psihologice precedente  și posibilitatea perenă de regresare la etape primitive.
Stadiile Psihosintezei pot fi totalizate după cum urmează:
1. Cunoașterea aprofundată a personalității persoanei în cauză.
2. Controlul diferitelor sale elemente.
3. Realizarea adevăratului Sine al persoanei în cauză — descoperirea sau crearea unui centru unificator.
4. Psihosinteză: formarea sau reconstrucția personalității în jurul unui nou centru.[38]

## Metode
Psihosinteza a fost considerată de către Assagioli mai mult ca o orientare și o abordare generală pentru întreaga ființă umană, și ca existând în afară de orice aplicații concrete speciale. Această abordare permite o mare varietate de tehnici și metode pentru a fi utilizate în cadrul psihosintezei. Dialog, tehnici gestaltiste, activitatea de visare, imagini ghidate, afirmații, și meditație sunt instrumente puternice pentru integrare", ci "atitudinea și prezența ghidului sunt de mult mai mare importanță decât metodele specifice folosite'. Tava de nisip, art-terapia, jurnalizarea, drama-terapia, și lucrul cu corpul; tehnici cognitiv-comportamentale; relațiile obiect, autopsihologie, și abordarea sistemului familial, toate pot fi utilizate în diferite contexte, de la psihoterapia individuală și de grup, la meditație și grupuri de auto-ajutor. Psihosinteză oferă o vedere de ansamblu care poate ajuta la orientarea în cadrul vastei game de modalități diferite disponibile astăzi, și la aplicarea lor fie în terapie, fie în auto-actualizare.

## Critica
În numărul din decembrie 1974 al revistei  Psychology Today (Psihologia Azi), Assagioli a fost intervievat de Sam Keen și a fost rugat să comenteze cu privire la limitele psihosintezei. El a răspuns în mod paradoxal: "O limită a psihosintezei este că nu are limite. Este prea vastă, prea cuprinzătoare. Punctul slab este că acceptă prea mult. Se văd prea multe părți în același timp și acesta este un dezavantaj."
Un pericol tehnic este că preocuparea prematură în legătură cu transpersonalul poate împiedica psihosinteza personală: de exemplu, "evocând seninătatea... s-ar putea produce un fals sentiment de bunăstare și securitate". Practicienii au remarcat că "incapacitatea de a ... integra contactul supraconștient în experiența de zi cu zi duce cu ușurință la inflație" și au vorbit de un ''complex al lui Icar'', o tendință în care ambițiile spirituale nu reușesc să ia în considerare limitele personale și provoacă tot felul de dificultăți psihologice".